# مسعود بن سعد الأنصاري
مسعود بن سعد بن قيس بن خلدة الخزرجي الأنصاري صحابي جليل من قبيلة الخزرج من الأنصار شهد مع النبي محمد ﷺ غزوة بدر وغزوة أحد ويوم بئر معونة وقُتِل فيها شهيداً وقيل قُتِل في غزوة خيبر.